# 沃爾珀猶太會堂

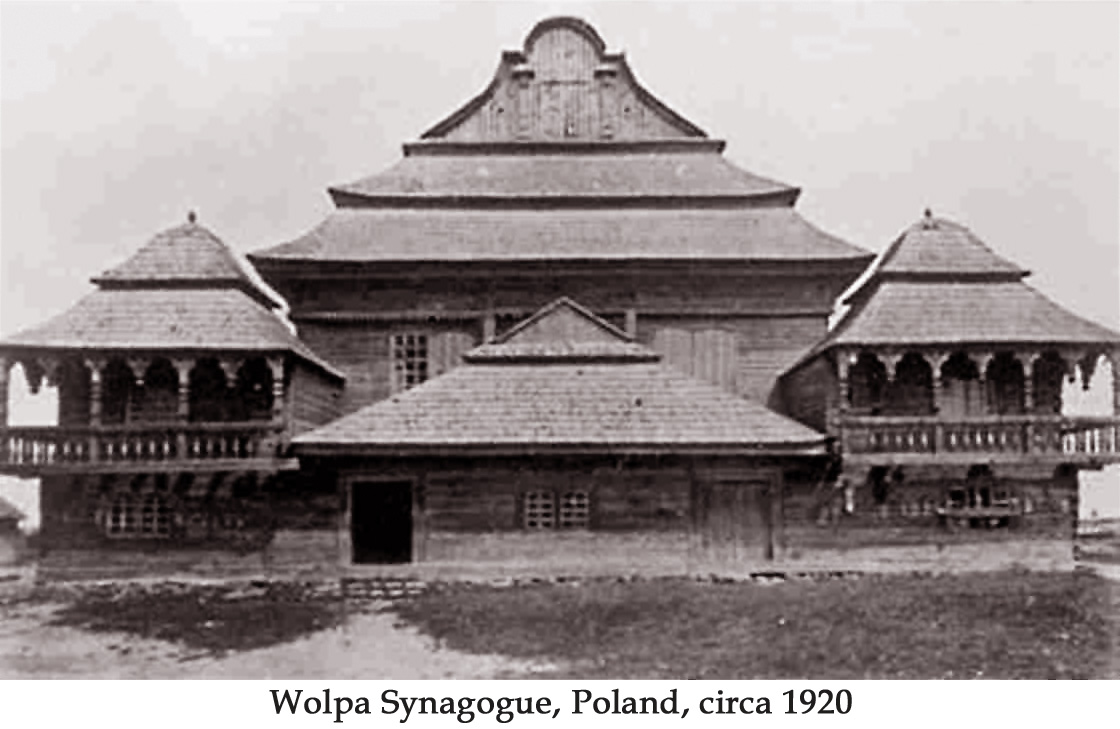
1920年時的沃爾珀猶太會堂

沃爾珀猶太會堂（Wołpa Synagogue）是波蘭第二共和國的一座猶太會堂，現已被毀。這座猶太會堂位於比亞維斯托克附近，現屬白俄羅斯領土。這座猶太會堂有「波立聯邦最美的木質猶太會堂」之稱。

## 外部連結
- The synagogue of Wołpa （页面存档备份，存于）,  Virtual Shtetl 2010